# Carl Th. Dreyer - Min metier
Carl Th. Dreyer - Min metier (en danès Carl Th. Dreyer: el meu ofici) és una pel·lícula documental danesa de 1995 dirigida per Torben Skjødt Jensen sobre la carrera cinematogràfica de Carl Theodor Dreyer.

## Sinopsi
"El cinema és la meva única gran passió", va dir una vegada el director danès. Carl Th. Amb pel·lícules com La Passion de Jeanne d'Arc, Vampyr, Vredens Dag, Ordet i Gertrud, Dreyer (1889-1968) ha tingut un impacte únic en l'art cinematogràfic. En aquest documental, els espectadors revisen una sèrie d'escenes de les pel·lícules de Dreyer i es troben amb actors i cineastes que han treballat amb ell. El leitmotiv de la pel·lícula, la declaració de Dreyer sobre la seva carrera com a cineasta: l'estètica, el llenguatge, la intransigència, es teixeix en l'univers pictòric característic i poètic de Torben Skjødt Jensen.